# ŽBK CSKA Moskou
Zjenskij basketbolnyj kloeb Tsentralny Sportivny Kloeb Armii Moskva (Russisch: Женский баскетбольный клуб Центральный Спортивный Клуб Армии Москва), was een damesbasketbalclub die zijn thuiswedstrijden speelde in Moskou, Rusland.

## Geschiedenis

### Sovjet-Unie

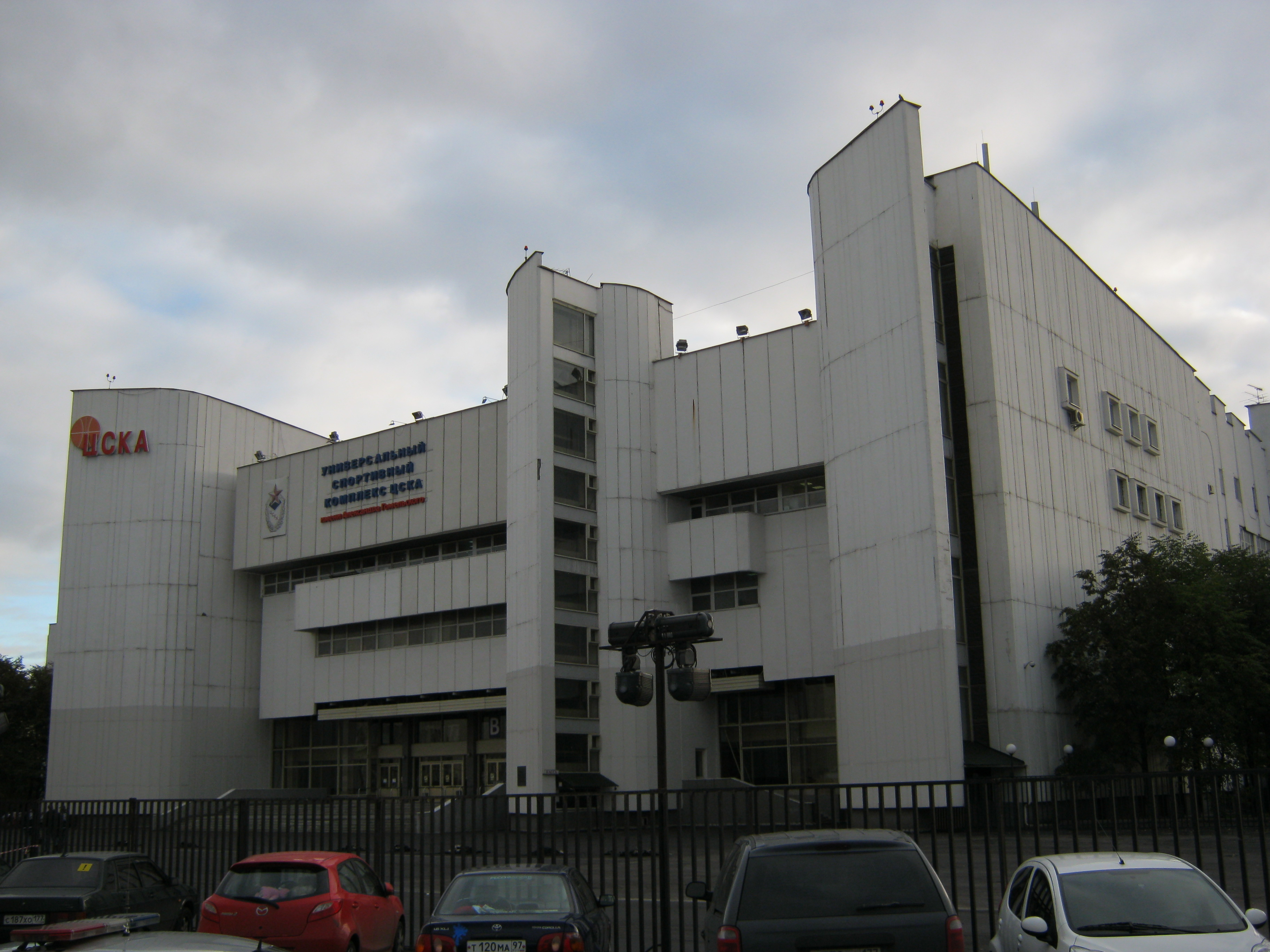
Aleksandr Gomelski Universal Sports Hall CSKA.

De club werd opgericht op 29 april 1923. Vanaf 1975 speelde de club onder leiding van succes coach Vadim Kapranov. De club werd twee keer Landskampioen van de Sovjet-Unie in 1985 en 1989. Ook werd de club Bekerwinnaar van de Sovjet-Unie in 1978. In 1985 kwam hun eerste Europese succes in de European Cup Liliana Ronchetti. Ze wonnen de finale van SISV Bata Viterbo uit Italië met 76-64. In 1989 was er weer succes in de European Cup Liliana Ronchetti. Ditmaal won CSKA van Deborah Milano uit Italië met 92-86. In 1990 speelde CSKA voor het eerst in de finale van de FIBA Women's European Champions Cup. Deze verloren ze van Trogylos Enimont Priolo uit Italië met 86-71.

### Rusland
Na het uiteenvallen van de Sovjet-Unie in december 1991, werd CSKA onder leiding van coach Anatoli Mysjkin zes keer Landskampioen van Rusland in 1992, 1993, 1994, 1995, 1996 en 1997. In 1997 stond CSKA voor de derde keer in de Ronchetti Cup finale. CSKA won van Carpiparma Parma uit Italië over twee wedstrijden. De eerste wedstrijd wonnen ze met 72-54. De tweede wedstrijd wonnen ze met 71-59. In 2001 werd de club vanwege financiële problemen opgeheven.
Met de steun van de president van VBM-Group, Andrej Isjtsjoek, werd in 2006 opnieuw een team opgericht op basis van het Samarateam, VBM-SGAU. Aan het begin van seizoen 2007/08 kwam CSKA Samara definitief naar Moskou en werd CSKA Moskou. CSKA werd Bekerwinnaar van Rusland in 2008. Ze wonnen van UMMC Jekaterinenburg met 84-70.
In het najaar van 2008 werd bekend dat de sterspeelster van het team, Maria Stepanova, naar de UMMC Jekaterinenburg ging, en in november verscheen informatie over de moeilijke financiële situatie van de club, die werd veroorzaakt door de algemene sponsor, Andrej Isjtsjoek, die weigerde de club te blijven financieren na de verkoop van zijn bedrijf in Samara.
Op 25 november waren er berichten dat CSKA zich had teruggetrokken uit de EuroLeague Women loting en mogelijk stopte met deelname aan het Russische kampioenschap. Op 28 november, toen de club praktisch werd ontbonden, probeerde een groep spelers contracten met andere teams te ondertekenen. Maar de leiding van CSKA slaagde erin nieuwe investeerders te vinden. De volgende dag voerde Gundars Vētra de eerste trainingssessie uit, startend met de voorbereidingen voor de volgende EuroLeague Women-wedstrijden, waarin CSKA werd terug geplaatst na onderhandelingen tussen FIBA en de Russische Basketball Federatie.
In januari 2009 verliet Gundars Vētra CSKA en werd hoofdcoach van UMMC Jekaterinenburg. Het legerteam werd geleid door de voormalige senior coach van het Russische vrouwenteam, Igor Groedin. CSKA won in de EuroLeague Women in de 1/8 finale van het Spaanse Perfumerías Avenida, maar verloor in de 1/4 finale van UMMC Jekaterinenburg. Wel wonnen ze de bronzen medaille om het landskampioenschap en de Beker van Rusland.
Op 16 oktober 2009 meldde de persdienst van de Russische Basketball Federatie dat ŽBK CSKA Moskou weigerde deel te nemen aan het Superliga kampioenschap in Rusland, de Russische beker en de EuroLeague Women 2009/10 vanwege financiële problemen.

## Arena
- Sportpaleis Novator - 3.500 zitplaatsen
- Aleksandr Gomelski Universal Sports Hall CSKA - 5.500 zitplaatsen

## Resultaten

### Staafdiagram
Het cijfer in iedere staaf is de bereikte positie aan het eind van de competitie.
| 18 |

| 13 |

| 8 |

| 6 |

| 7 |

| 3 |

| 4 |

| 4 |

| 2 |

| 2 |

| 1 |

| 3 |

| 3 |

| 2 |

| 1 |

| 2 |

| 2 |

| 3 |

| 1 |

| 1 |

| 1 |

| 1 |

| 1 |

| 1 |

| 2 |

| 4 |

| 12 |

| 17 |

| x¹ |

| x¹ |

| x¹ |

| x¹ |

| x¹ |

| x¹ |

| 2 |

| 3 |

| Landskampioen Sovjet-Unie |
| Landskampioen GOS         |
| Landskampioen Rusland     |

| Landskampioen Sovjet-Unie |
| Landskampioen GOS         |
| Landskampioen Rusland     |

x¹ Van 2001 t/m 2007 deed club niet mee aan de competitie

## Erelijst
- Landskampioen Sovjet-Unie: 2
  - Winnaar: 1985, 1989
  - Tweede: 1983, 1984, 1988, 1990, 1991
  - Derde: 1980, 1986, 1987
- Bekerwinnaar Sovjet-Unie: 1
  - Winnaar: 1978
- Landskampioen GOS: 
  - Derde: 1992
- Landskampioen Rusland: 6
  - Winnaar: 1992, 1993, 1994, 1995, 1996, 1997
  - Tweede: 1998, 2008
  - Derde: 2009
- Bekerwinnaar Rusland: 1
  - Winnaar: 2008
- FIBA Women's European Champions Cup:
  - Runner-up: 1990
  - Derde: 1995
- European Cup Liliana Ronchetti / Ronchetti Cup: 3
  - Winnaar: 1985, 1989, 1997

## Bekende (oud-)spelers

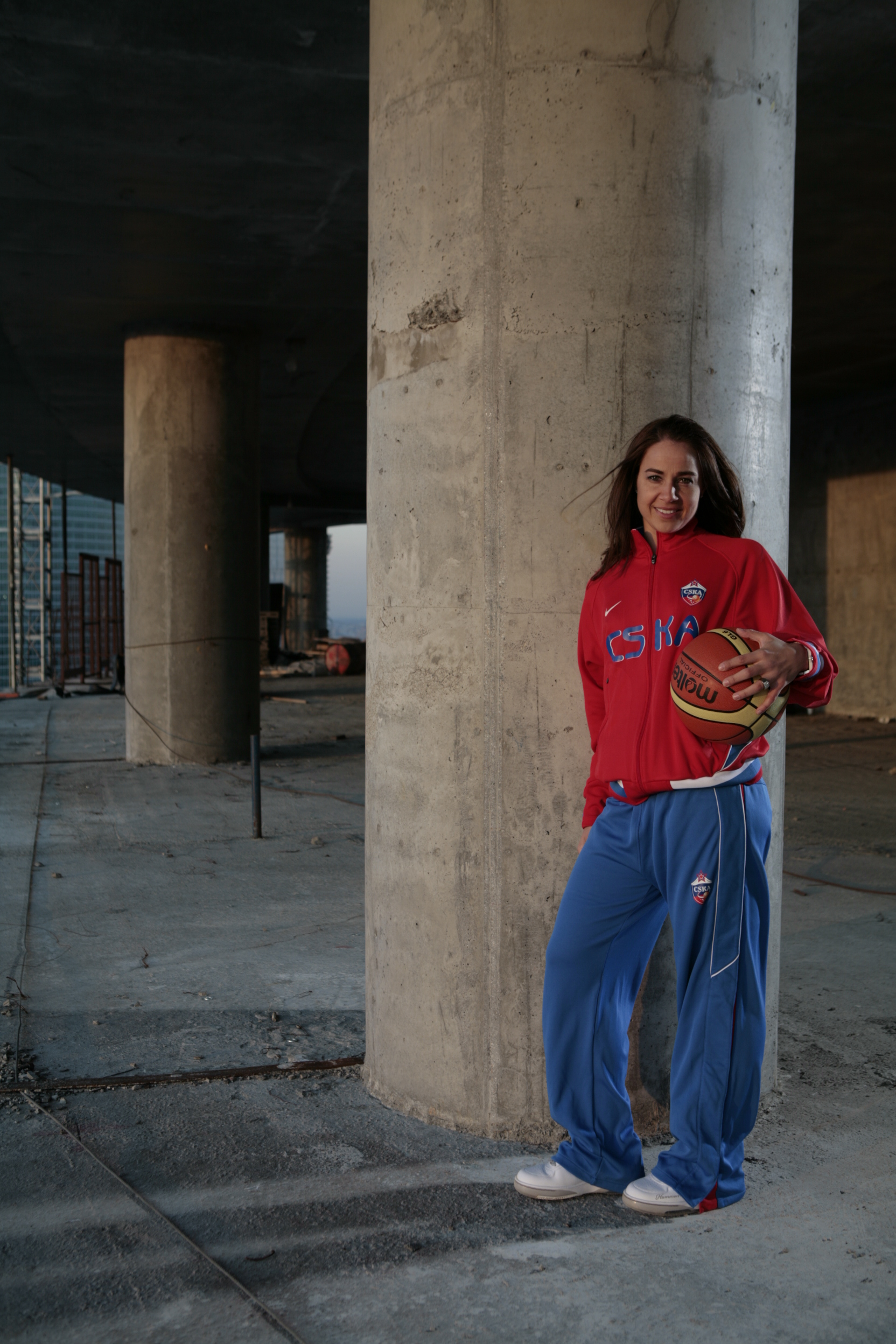
Oud speelster Becky Hammon.

| - - Olesja Barel - - Elen Boenatjants - - Olga Boerjakina - - Natalja Chodakova - - Lidia Goeseva - - Olga Jevkova - - Svetlana Koeznetsova - - Tatjana Komarova - - Ljoedmila Konovalova - - Jelena Mozgovaja - - Ljoebov Sjarmaj - - Jelena Tsjaoesova | - - Svetlana Zaboloejeva - - Jelena Tornikidoe - Anastasia Anderson - Olga Artesjina - Jelena Baranova - Marina Boermistrova - Jelena Danilotsjkina - Ljoedmila Foertseva - Jekaterina Kardakova - Ilona Korstin - Tatjana Larina - Jekaterina Lisina | - Nadezjda Marilova - Natalja Perevoznikova - Anna Petrakova - - Oksana Rachmatoelina - Ljoedmila Sapova - Irina Sokolovskaja - Maria Stepanova - Ann Wauters - Edwige Lawson-Wade - Oleksandra Horboenova - Amaya Valdemoro - Katie Douglas | - - Becky Hammon - Janel McCarville |

## Bekende (oud-)coaches
- - Vadim Kapranov (1975-1977) (1978-1981) (1982-1988)
- - Aleksandr Koelkov (1977-1978)
- - Joeri Selichov (1981-1982)
- - Anatoli Mysjkin (1988-2001)
- Gundars Vētra (2007-2008)
- Igor Groedin (2008-2009)

## Coaches per seizoen
| Seizoen   | Coach             |
| --------- | ----------------- |
| 1975-1976 | Vadim Kapranov    |
| 1976-1977 | Vadim Kapranov    |
| 1977-1978 | Aleksandr Koelkov |
| 1978-1979 | Vadim Kapranov    |
| 1979-1980 | Vadim Kapranov    |
| 1980-1981 | Vadim Kapranov    |
| 1981-1982 | Joeri Selichov    |
| 1982-1983 | Vadim Kapranov    |
| 1983-1984 | Vadim Kapranov    |
| 1984-1985 | Vadim Kapranov    |

| Seizoen   | Coach           |
| --------- | --------------- |
| 1985-1986 | Vadim Kapranov  |
| 1986-1987 | Vadim Kapranov  |
| 1987-1988 | Vadim Kapranov  |
| 1988-1989 | Anatoli Mysjkin |
| 1989-1990 | Anatoli Mysjkin |
| 1990-1991 | Anatoli Mysjkin |
| 1991-1992 | Anatoli Mysjkin |
| 1992-1993 | Anatoli Mysjkin |
| 1993-1994 | Anatoli Mysjkin |
| 1994-1995 | Anatoli Mysjkin |

| Seizoen   | Coach           |
| --------- | --------------- |
| 1995-1996 | Anatoli Mysjkin |
| 1996-1997 | Anatoli Mysjkin |
| 1997-1998 | Anatoli Mysjkin |
| 1998-1999 | Anatoli Mysjkin |
| 1999-2000 | Anatoli Mysjkin |
| 2000-2001 | Anatoli Mysjkin |
| 2001-2007 | *               |
| 2007-2008 | Gundars Vētra   |
| 2008-2009 | Igor Groedin    |

* Van 2001 t/m 2007 deed de club niet mee aan de competitie

## In Europa

### Europese finales
CSKA is een van de succesvolste clubs ooit in Europees verband. Het won driemaal de European Cup Liliana Ronchetti / Ronchetti Cup. Verder speelde de club nog één finale die verloren werd. In onderstaande tabel staan de uitslagen van de gewonnen finales vet en van de verloren finales cursief vermeld.
| Seizoen | Competitie                          | Tegenstander            | Land | Uitslag                    | Stadion                            |
| ------- | ----------------------------------- | ----------------------- | ---- | -------------------------- | ---------------------------------- |
| 1984/85 | European Cup Liliana Ronchetti      | SISV Bata Viterbo       | ITA  | 76 - 64                    | PalaMalè, Viterbo                  |
| 1988/89 | European Cup Liliana Ronchetti      | Deborah Milano          | ITA  | 92 - 86                    | Palasport, Florence                |
| 1989/90 | FIBA Women's European Champions Cup | Trogylos Enimont Priolo | ITA  | 71 - 86                    | Carisport, Cesena                  |
| 1996/97 | Ronchetti Cup                       | Cariparma Parma         | ITA  | 72 - 54 uit, 71 - 59 thuis | PalaCiti, Parma / USH CSKA, Moskou |